# Тригонально-пірамідальна структура

Структура молекули аміаку

Тригона́льно-піраміда́льна структу́ра (англ. trigonal pyramidal structure) — пірамідальна структура молекули, коли в основі піраміди лежить трикутник, а центральний атом має неподілену електронну пару, орбіталь якої спрямована так, що доповнює тригонально-пірамідальну структуру до тетраедричної (наприклад, в амоніаку, амінах, фосфінах).
Сполукам з такою структурою молекул властива пірамідальна інверсія.